# Dong (Gwangju)
Dong es un distrito situado en la ciudad de Gwangju, Corea del Sur. Monte Mudeung es un símbolo de la ciudad en el distrito. El arte moderno se muestra en la Calle del Arte, que fue el primero de su tipo en Corea del Sur.

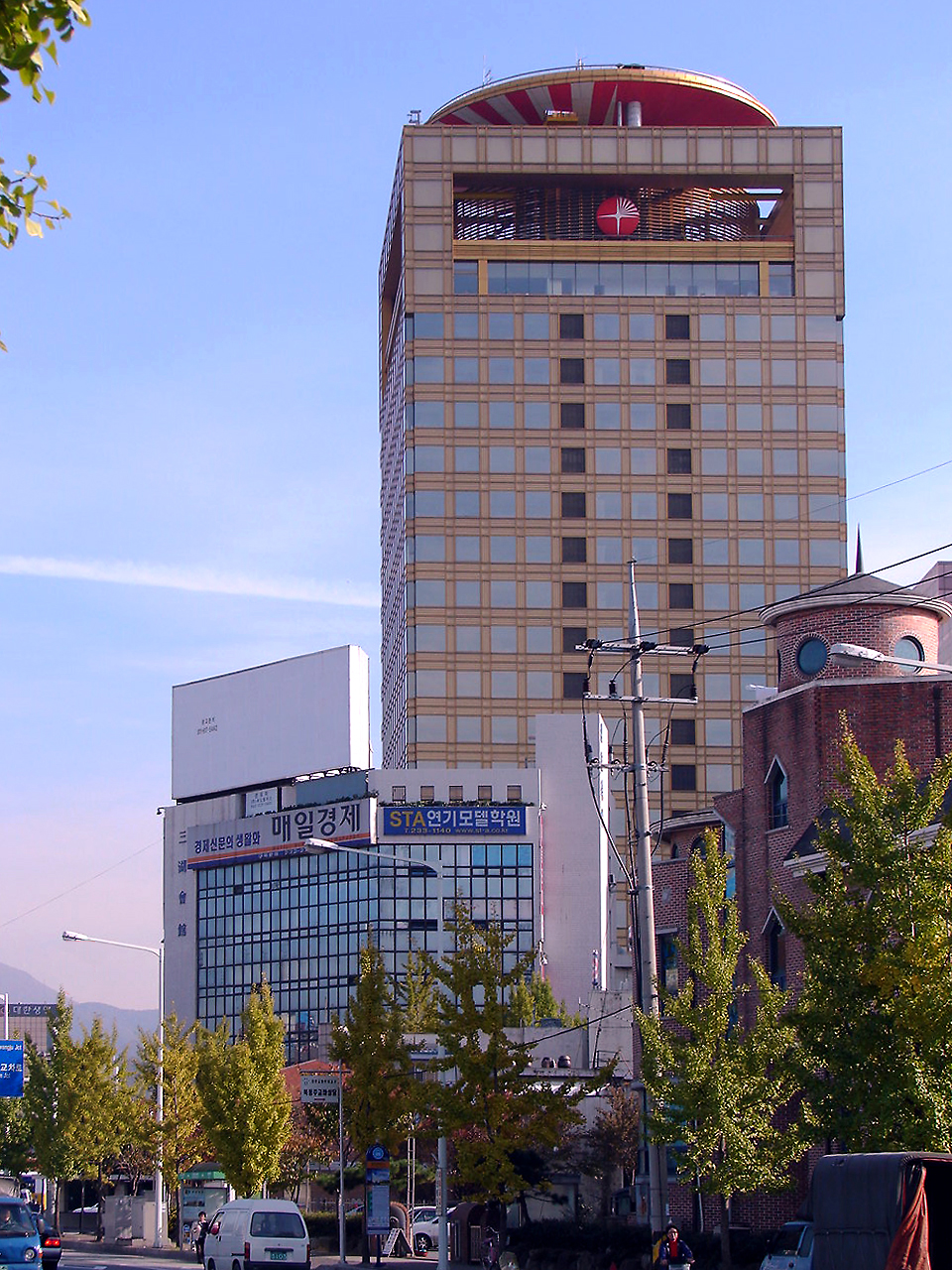
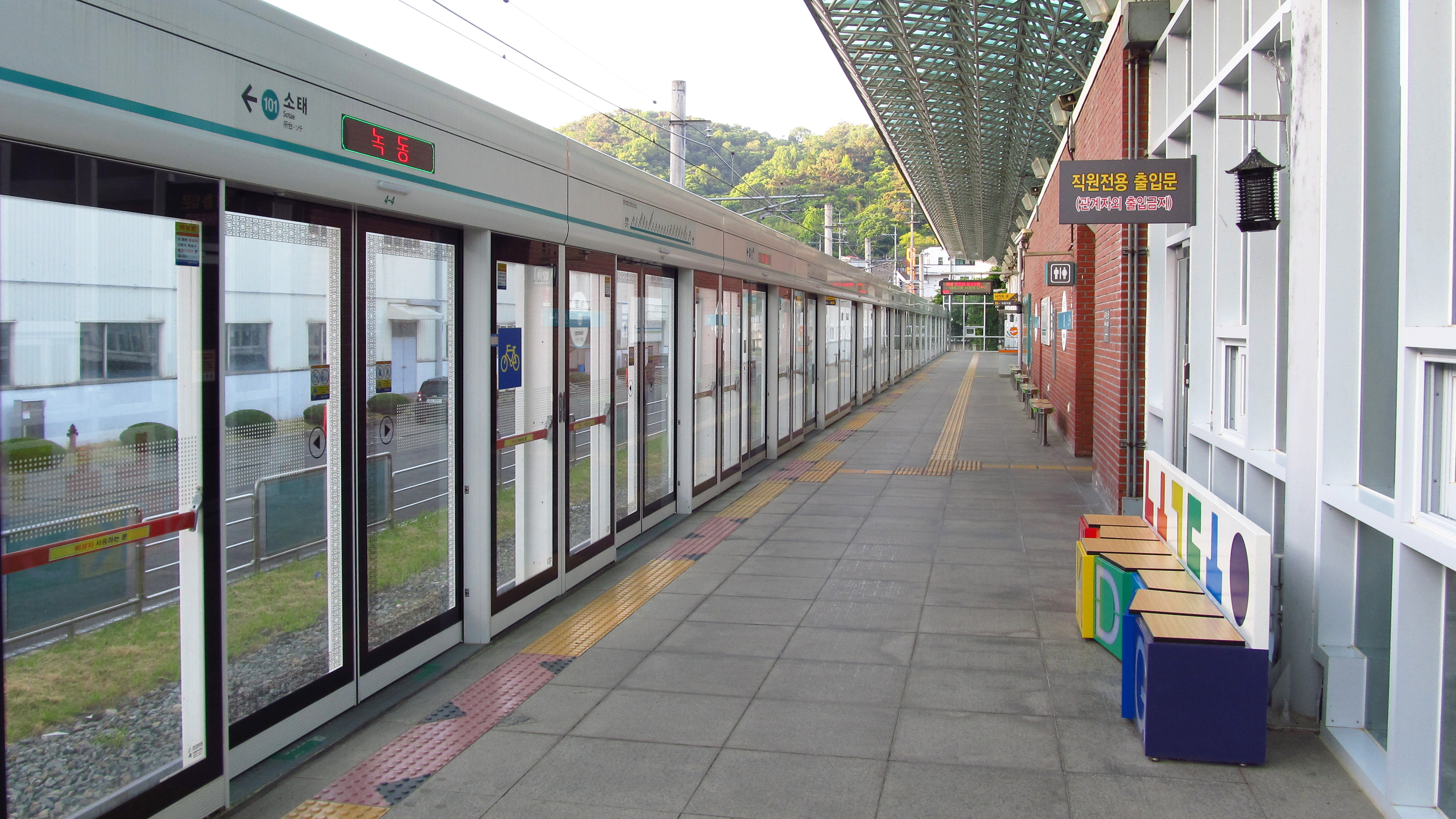
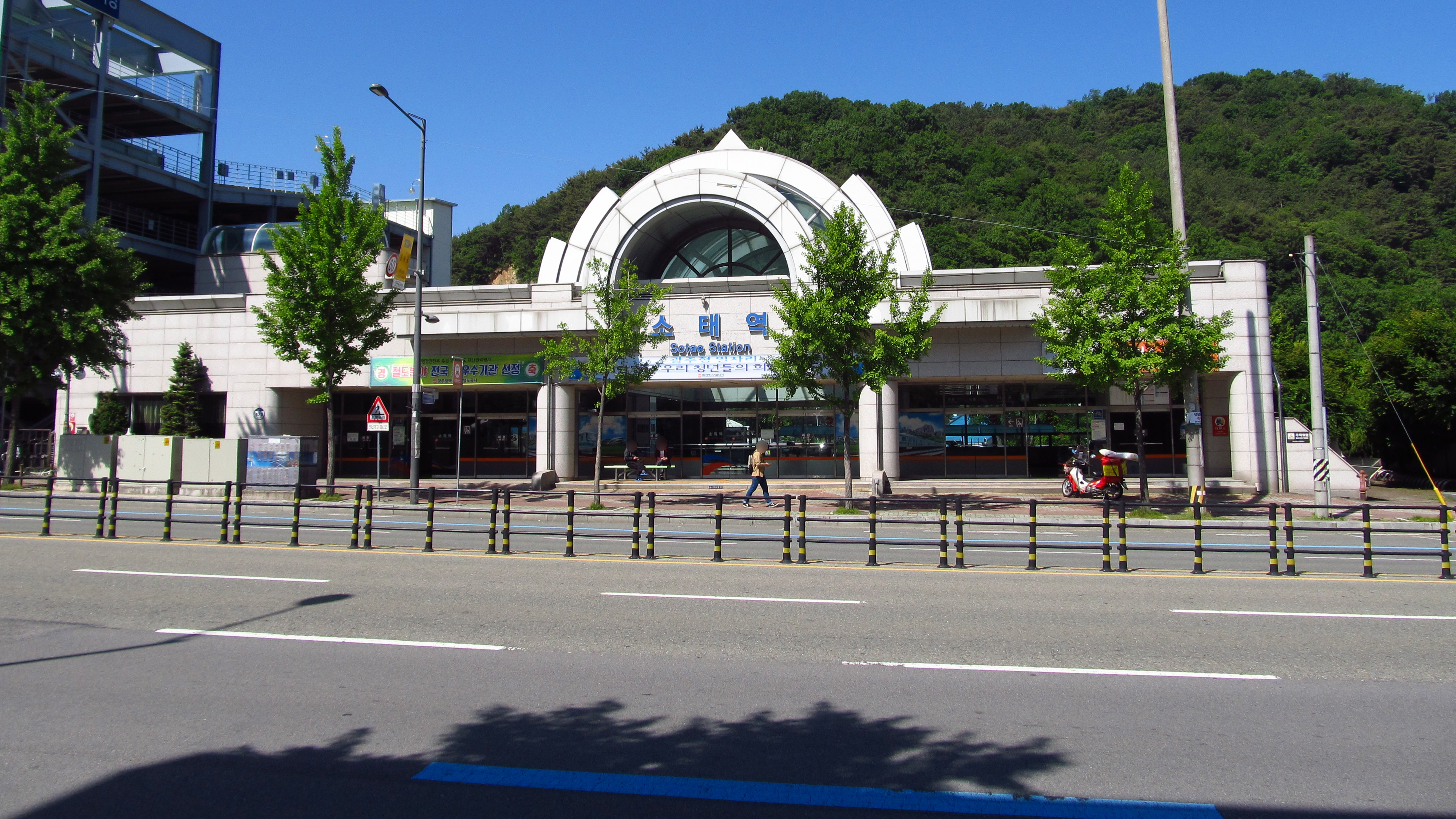